# Rima visual
La rima visual és una rima falsa, on per aparença o escriptura coincideixen les terminacions de vers però no ho fan en la pronúncia. Només és possible en les llengües on l'ortografia permet que una mateixa grafia es pronunciï de dues maneres diferents. A diferència de la rima falsa tradicional, sovint produïda per inadvertiment, la rima visual és un joc del poeta, que és conscient de l'absència de rima però la presenta per reflexionar sobre la grafia, l'art i el so.